# Hermann Grensemann
Hermann Grensemann (* 31. Dezember 1932 in Emden; † 30. Januar 2015 in Henstedt-Ulzburg) war ein Klassischer Philologe und Medizinhistoriker. Er war von 1974 bis 1998 Professor für Geschichte der Medizin an der Universität Hamburg.
Nach dem Abitur am humanistischen Gymnasium in Emden studierte Grensemann von 1954 bis 1960 Klassische Philologie, Italienisch und Medizingeschichte in Göttingen, Florenz und Kiel und wurde 1960 mit einer von Hans Diller betreuten Neuedition der hippokratischen Schrift De octimestri partu an der Christian-Albrechts-Universität Kiel zum Dr. phil. promoviert. Anschließend war er von 1960 bis 1966 wissenschaftlicher Mitarbeiter, zuletzt wissenschaftlicher Assistent am Hippokrateslexikon und wissenschaftlicher Assistent am Seminar für Klassische Philologie der Universität Hamburg. Im Jahr 1971 folgte die Habilitation für Geschichte der Medizin mit einer Arbeit über die knidische Medizin im Corpus Hippocraticum.
Schwerpunkte seiner Forschungen waren die Medizin der Antike und des lateinischen Mittelalters, insbesondere die Erforschung und Rekonstruktion griechischer und lateinischer Texte (Corpus Hippocraticum, Galen von Pergamon) und die Schule von Salerno. Er war tätig am Institut für Geschichte und Ethik der Medizin am Universitätsklinikum Hamburg-Eppendorf.

## Schriften (Auswahl)
- als Hrsg. und Übersetzer: Hippokrates Über Achtmonatskinder / Über das Siebenmonatskind (unecht). Akademie-Verlag, Berlin 1968 (= Corpus Medicorum Graecorum. Bd. I 2,1)
- Der Arzt Polybos als Verfasser hippokratischer Schriften. Verlag der Akademie der Wissenschaften und der Literatur in Mainz (In Kommission bei Franz Steiner Verlag, Wiesbaden), Mainz 1968 (= Akademie der Wissenschaften und der Literatur. Abhandlungen der geistes- und sozialwissenschaftlichen Klasse. Jahrgang 1968, Nr. 2).
- als Hrsg. und Übersetzer: Die hippokratische Schrift „Über die heilige Krankheit“. Berlin 1968 (= Ars medica.  Texte und Untersuchungen zur Quellenkunde der Alten Medizin. Schriftenreihe des Instituts für Geschichte der Medizin der Freien Universität Berlin. II. Abteilung: Griechisch-lateinische Medizin. Bd. 1).
- Knidische Medizin Teil I. Die Testimonien zur ältesten knidischen Lehre und Analysen knidischer Schriften im Corpus Hippocraticum. Berlin 1975 (= Ars medica. 2. Abt. Bd. 4,1).
- Hippokratische Gynäkologie. Die gynäkologischen Texte des Autors C nach den pseudohippokratischen Schriften De muliebribus I, II und De sterilibus. Wiesbaden 1982.
- Knidische Medizin Teil II. Versuch einer weiteren Analyse der Schicht A in den pseudohippokratischen Schriften De natura muliebri und De muliebribus I und II. Stuttgart 1987 (= Hermes Einzelschriften. Heft 51).
- Hippokrates: De aeribus aquis locis. Interlineare Ausgabe der spätlateinischen Übersetzung und des Fragments einer hochmittelalterlichen Übersetzung. Bonn 1996.
- Die Schrift ‚De adventu medici ad aegrotum‘ nach dem Salernitaner Arzt Archimatheus. In: Würzburger medizinhistorische Mitteilungen. Band 14, 1996, S. 233–251.
- (mit Ursula Weisser) Iparchus Minutientis alias Hipparchus Metapontinus. Untersuchungen zu einer hochmittelalterlichen lateinischen Übersetzung von Nemesios von Emesa, De natura hominis, Kapitel 5: De elementis mit einer interlinearen Ausgabe des Textes und der griechisch-arabischen Übersetzungsvorlage. Bonn 1997.
- Natura sit nobis semper Magistra. Über den Umgang mit Patienten, die Diät bei akuten Erkrankungen, Sterilität von Mann und Frau, Augenleiden. Vier mittelalterliche Schriften. Lit, Hamburg 2001 (= Hamburger Studien zur Geschichte der Medizin. Band 2), ISBN 3-8258-5081-1 (Google Buchvorschau).